# Погосян, Алексан Араратович
Алекса́н Арара́тович Погося́н (арм. Ալէքսան Պողոսյան, 28 января 1957, Севан), — бывший депутат парламента Армении.

## Биография
- 1981—1986 — Московский государственный институт народного хозяйства им. Г. Плеханова, экономист.
- 1975—1978 — работал в аппарате общественного питания Севанского райсовета.
- 1978—1979 — работал в мотеле «Севан».
- 1979—1981 — инспектор в управлении «Айцокбуж».
- 1982—1998 — старший мастер производственной части хлебопродукционного комбината (г. Севан).
- 1998—1999 — был членом совета ОАО «Рыбныйзавод» (г. Севан).
- 1999—2003 — был депутатом парламента. Член постоянной комиссии по социальным вопросам, здравоохранению и охраны природы. Член партии «РПА».